# Loris Benito
Loris Benito (ur. 7 stycznia 1992 w Aarau) – szwajcarski piłkarz pochodzenia hiszpańskiego grający na pozycji obrońcy w BSC Young Boys.

## Życiorys
Jest wychowankiem FC Aarau. W seniorskim zespole tego klubu występował w latach 2009–2012. W Swiss Super League zagrał po raz pierwszy 1 listopada 2009 w zremisowanym 3:3 meczu z Neuchâtel Xamax. 1 lutego 2012 został zawodnikiem FC Zürich. W 2014 roku zdobył wraz z tym klubem puchar kraju. 8 lipca 2014 odszedł za 3 miliony euro do portugalskiej SL Benfica. W Primeira Lidze zadebiutował 6 grudnia 2014 w wygranych 3:0 derbach Lizbony z CF Os Belenenses. Do gry wszedł w 85. minucie, zastępując Maxi’ego Pereirę. 1 lipca 2015 podpisał kontrakt z berneńskim BSC Young Boys. Kwota transferu ponownie wyniosła 3 miliony euro. W sezonie 2017/2018 został z drużyną mistrzem kraju. 2 lipca 2019 odszedł na zasadzie wolnego transferu francuskiego Girondins Bordeaux. W 2022 przeszedł do FC Sion, a latem do BSC Young Boys.
W reprezentacji Szwajcarii zadebiutował 14 listopada 2018 w przegranym 0:1 towarzyskim meczu z Katarem. W 2020 roku był w kadrze Szwajcarii na Euro 2020.